# Teknolust
Pour plus de détails, voir Fiche technique et Distribution.
Teknolust est un film américain réalisé par Lynn Hershman-Leeson, sorti en 2002.

## Synopsis
La scientifique Rosetta Stone crée trois clones cyborgs d'elle-même pour récolter de la semence masculine pour ses expériences. Mais les semences semblent contaminées par un étrange virus qui prend le contrôle de son système informatique.

## Fiche technique
- Titre : Teknolust
- Réalisation : Lynn Hershman-Leeson
- Scénario : Lynn Hershman-Leeson
- Musique : Klaus Badelt et Mark Tschanz
- Musique additionnelle : Ramin Djawadi
- Photographie : Hiro Narita
- Montage : Lisa Fruchtman
- Production : Oscar Gubernati, Lynn Hershman-Leeson, John Bradford King et Youssef Vahabzadeh
- Société de production : Blue Turtle, Epiphany Productions, Hotwire Productions et ZDF Productions
- Société de distribution : THINKFilm (États-Unis)
- Pays :  États-Unis,  Royaume-Uni et  Allemagne
- Genre : Comédie dramatique, romance et science-fiction
- Durée : 85 minutes
- Dates de sortie : 
  -  États-Unis : janvier 2002 (Festival du film de Sundance)

## Distribution
- Tilda Swinton : Rosetta Stone / Ruby / Marinne / Olive
- Jeremy Davies : Sandy
- James Urbaniak : l'agent Hopper
- John O'Keefe : le professeur Crick
- Karen Black : Dirty Dick
- Al Nazemian : Dr. Bea
- S.U. Violet : Dr. Aye
- Josh Kornbluth : Tim
- Howard Swain : Alex
- Diana Demar : Dana
- Dick Bright : Phil
- John Bradford King : Nathan
- Paul Barnett : Sam
- Benton Greene : Frank
- Andrea Zomber : Leonora

## Accueil
Le film a reçu un accueil mitigé de la critique. Il obtient un score moyen de 43 % sur Metacritic.